# Rhinella fissipes
Espèce
Synonymes
- Bufo fissipes Boulenger, 1903

Statut de conservation UICN

 LC  : Préoccupation mineure
Rhinella fissipes est une espèce d'amphibiens de la famille des Bufonidae.

## Répartition
Cette espèce se rencontre entre 250 et 1 700 m d'altitude, :
- au Pérou dans le nord de la région de Puno ;
- en Bolivie dans les départements de La Paz, de Beni et de Cochabamba.

## Publication originale
- Boulenger, 1903 : Descriptions of new batrachians in the British Museum. Annals and Magazine of Natural History, ser. 7, vol. 12, p. 552-557 (texte intégral).